# أوسكار مارتين راموس ساليناس
أوسكار مارتين راموس ساليناس (بالإسبانية: Óscar Martín Ramos Salinas)‏ هو سياسي مكسيكي، ولد في 9 سبتمبر 1963 في ولاية تاماوليباس في المكسيك. حزبياً، نشط في New Alliance Party (Mexico) ‏. وقد انتخب عضو مجلس النواب المكسيك.